# Союз ТМ-30
«Союз ТМ-30» — российский транспортный пилотируемый космический аппарат из серии «Союз ТМ», на котором в 2000 году было осуществлено последнее посещение (28-я основная экспедиция) орбитальной станции «Мир».

## Экипаж

### Экипаж старта
- (Роскосмос) Сергей Залётин (1)[2] — командир.
- (Роскосмос) Александр Калери (3) — бортинженер.

### Дублирующий экипаж
Позывной: «Тянь-Шань».
- (Роскосмос) Салижан Шарипов — командир.
- (Роскосмос) Павел Виноградов — бортинженер.

### Экипаж возвращения
- (Роскосмос) Сергей Залётин.
- (Роскосмос) Александр Калери.

## Выходы в космос
- 12 мая 04:52, выход из ШСО «Кванта-2» — эксперимент «Герметизатор», осмотр солнечной батареи СБД на отсеке научной аппаратуры модуля «Квант» и расстыковка разъёмов, осмотр ТКГ «Прогресс М1-2», демонтаж экспериментальной тонкоплёночной солнечной батареи ЭТБС.

## Динамические операции на орбите
- «Прогресс М-42» (11Ф615А55 № 242):
  - Расстыковка от модуля «Квант» 2 февраля 2000 года в 03:11:52 (UTC).
- «Прогресс М1-1» (11Ф615А55 № 250):
  - Запуск 1 февраля 2000 года в 06:47:23 (UTC).
  - Стыковка 3 февраля в 08:02:28 (UTC) к модулю «Квант».
  - Расстыковка 26 апреля в 16:32:43 (UTC).
- «Прогресс М1-2» (11Ф615А55 № 252):
  - Запуск 25 апреля 2000 года в 20:08:02 (UTC).
  - Стыковка 27 апреля в 21:28:47 (UTC) к модулю «Квант».

## Дополнительные факты
- Буквально перед запуском «Союза ТМ-30» (№ 204) был изменён состав бортовой документации (БД) для транспортных кораблей: вновь вернулись к старой структуре БД, которая была на кораблях серии «Союз Т». Теперь для полёта на ТК «Союз ТМ» (начиная с № 204) экипажу предоставляется шесть видов книг: «Выведение. Спуск» (по одной книге для каждого члена экипажа); «Орбитальный полет» (по одной книге для каждого члена экипажа); «Резервные режимы» (по одной книге для командира корабля и бортинженера); «Нештатные ситуации» (по одной книге для каждого члена экипажа); «Справочные материалы» (одна книга на весь экипаж); «Программа полёта» (одна книга на весь экипаж). Таким образом, для экипажа из двух человек на борт транспортного корабля «Союз ТМ» укладывается 10 книг. Общая масса всех книг составляет примерно 5 кг[4].
- В составе основного экипажа, помимо Залётина и Калери, подготовку к полёту на «Мир» проходил актёр Владимир Стеклов в качестве коммерческого гостя для съёмки фильма Юрия Кара по мотивам романа Чингиза Айтматова «Тавро Кассандры»[5], но из-за недостаточного финансирования проекта, а также конфликта режиссёра с Роскосмосом, проект съёмки российского фильма в космосе был заморожен. В 2004 году этот фильм вышел под названием «Воры и проститутки. Приз — полёт в космос», космические сцены были сняты в студии[6].